# 西寺山町
西寺山町（にしてらやまちょう）は、愛知県瀬戸市長根連区の町名。丁番を持たない単独町名である。

## 地理
- 瀬戸市の西部に位置する[8]。西を尾張旭市狩宿町、北を共栄通、東を東寺山町、南を西長根町・高根町・西原町と隣接している[8]。
- 瀬戸市の新興住宅地[8]。

### 学区
市立小・中学校に通う場合、学区は以下の通りとなる。また、公立高等学校普通科に通う場合の学区は以下の通りとなる。
| 番・番地等 | 小学校             | 中学校               | 高等学校 |
| ---------- | ------------------ | -------------------- | -------- |
| 全域       | 瀬戸市立長根小学校 | 瀬戸市立水無瀬中学校 | 尾張学区 |

## 歴史

### 町名の由来
慶昌院とその南側は小高い山（丘）となっており、この一帯を寺のある山という意味で寺山と呼ばれていた。町名設定の際、東西に二分し、西方の当地を西寺山町とした。

### 沿革
- 1943年（昭和18年）8月9日 - 瀬戸市大字今字原山の一部により、同市西寺山町として成立[2]。
- 1974年（昭和49年）8月22日 - 町域の一部を東長根町に編入し、東長根町の一部を編入する[12]。また、東寺山町・西長根町と境界変更を行う[12]。

## 世帯数と人口
2024年（令和6年）1月1日現在の世帯数と人口は以下の通りである。
| 町丁     | 世帯数  | 人口  |
| -------- | ------- | ----- |
| 西寺山町 | 206世帯 | 436人 |

### 人口の変遷
国勢調査による人口の推移
| 1995年（平成7年）  | 386人 | [ 13 ] |  |
| 2000年（平成12年） | 366人 | [ 14 ] |  |
| 2005年（平成17年） | 385人 | [ 15 ] |  |
| 2010年（平成22年） | 365人 | [ 16 ] |  |
| 2015年（平成27年） | 410人 | [ 17 ] |  |
| 2020年（令和2年）  | 423人 | [ 18 ] |  |

### 世帯数の変遷
国勢調査による世帯数の推移。
| 1995年（平成7年）  | 114世帯 | [ 13 ] |  |
| 2000年（平成12年） | 118世帯 | [ 14 ] |  |
| 2005年（平成17年） | 150世帯 | [ 15 ] |  |
| 2010年（平成22年） | 157世帯 | [ 16 ] |  |
| 2015年（平成27年） | 168世帯 | [ 17 ] |  |
| 2020年（令和2年）  | 191世帯 | [ 18 ] |  |

## 交通

### 鉄道
町内に鉄道は走っていない。最寄り駅は名鉄瀬戸線水野駅になる。

### バス
町内にバスは走っていない。最寄りのバス停は、名鉄バス「本地ヶ原線」【36】【50】【51】【52】系統の原山バス停になる。

### 道路
愛知県道22号瀬戸環状線・愛知県道208号上半田川名古屋線（重複区間） ： 町の東端、東寺山町との町境を南北に通っている。

## 施設
- 西友 瀬戸店 ： 1998年（平成10年）10月7日、SSV西友瀬戸店として開店[19]。食料品と日用品のフロアからなる[20]。営業時間9:00〜21:30[20]。年中無休[20]。駐車場184台[20]。店外に瀬戸信用金庫のATMコーナーあり[20]。

- 西友 瀬戸店

## その他

### 日本郵便
- 郵便番号 : 489-0925[6]（集配局：瀬戸郵便局[21]）。